# Вольная борьба на летних Олимпийских играх 1952 — до 79 кг
Соревнования по вольной борьбе в рамках Олимпийских игр 1952 года в среднем весе (до 79 килограммов) прошли в Хельсинки с 20 по 23 июля 1952 года в «Exhibition Hall I».
Турнир проводился по системе с начислением штрафных баллов. За чистую победу штрафные баллы не начислялись, за победу по очкам борец получал один штрафной балл, за любое поражение (по очкам со счётом 2-1, со счётом 3-0 или чистое поражение) — три штрафных балла. Борец, набравший пять штрафных баллов, из турнира выбывал. Трое оставшихся борцов выходили в финал, проводили встречи между собой. Схватка по регламенту турнира продолжалась 15 минут. Если в течение первых десяти минут не было зафиксировано туше, то судьи могли определить борца, имеющего преимущество. Если преимущество никому не отдавалось, то назначалось шесть минут борьбы в партере, при этом каждый из борцов находился внизу по три минуты (очередность определялась жребием). Если кому-то из борцов было отдано преимущество, то он имел право выбора следующих шести минут борьбы: либо в партере сверху, либо в стойке. Если по истечении шести минут не фиксировалась чистая победа, то оставшиеся четыре минуты борцы боролись в стойке.
В среднем весе боролись 17 участников. Чемпионом мира 1951 года был турок Хайдар Зафер, однако он в четвёртом круге был побеждён восходящей звездой, на тот момент, вице-чемпионом мира, иранцем Голамрезой Тахти. В финал вместе с Тахти вышли венгр Дьёрдь Гурич и советский спортсмен Давид Цимакуридзе, уступивший в первой встрече турнира, но за счёт последующих чистых побед, сумевший войти в число сильнейших. Цимакуридзе к тому времени уже победил Гурича, поэтому финал состоял из двух встреч. В первой встрече Цимакуридзе с трудом, но всё-таки одолел Тахти, и стал чемпионом олимпийских игр, первым советским чемпионом по вольной борьбе.

Финалисты сошлись на середине ковра, делая ставку прежде всего на коронные приемы: Давид — на накат, Тахти — на переворот разгибанием с обратным захватом дальней руки снизу, накладывая ее себе на шею с обвивом одноименной ноги. Чистой победы не удалось добиться ни одному, но по окончании поединка, ставшего центральной схваткой турнира, оказалось, что Цимакуридзе провел накат большее число раз, что и обеспечило ему золотую медаль олимпийского чемпиона.— http://www.fila-official.com/images/FILA/livres/PA28/PA28.pdf
Во второй встрече, за серебряную медаль, Гурич снялся со схватки ввиду травмы.

## Призовые места
- Давид Цимакуридзе (URS)
- Голамреза Тахти (IRI)
- Дьёрдь Гурич (HUN)

## Первый круг
| Штрафных баллов | Участник 1            | Результат    | Участник 2                         | Штрафных баллов |
| --------------- | --------------------- | ------------ | ---------------------------------- | --------------- |
| 0               | Калли Рейтц (RSA)     | Туше (1:11)  | Пио Хиринос (VEN)                  | 3               |
| 1               | Густав Гоке (GER)     | 3-0          | Эдуардо Ассам (MEX)                | 3               |
| 1               | Хайдар Зафер (TUR)    | 3-0          | Адальберто Лепри (ITA)             | 3               |
| 1               | Леон Генут (ARG)      | 2-1          | Вейкко Лахти (FIN)                 | 3               |
| 0               | Голамреза Тахти (IRI) | Туше (3:55)  | Андре Бруно (FRA)                  | 3               |
| 0               | Дэниэл Ходж (USA)     | Туше (9:01)  | Мохамед Абдул Рамаза Хуссейн (EGY) | 3               |
| 1               | Бенгт Линдблад (SWE)  | 2-1          | Давид Цимакуридзе (URS)            | 3               |
| 0               | Дьёрдь Гурич (HUN)    | Туше (14:22) | Аугустус Эверэртс (BEL)¹           | 3               |
| 0               | Феликс Нойхауз (SUI)  | Пропускал    |                                    |                 |

¹ Снялся с соревнований

## Второй круг
| Штрафных баллов | Участник 1                         | Результат    | Участник 2             | Штрафных баллов |
| --------------- | ---------------------------------- | ------------ | ---------------------- | --------------- |
| 1               | Калли Рейтц (RSA)                  | 3-0          | Феликс Нойхауз (SUI)   | 3               |
| 1               | Густав Гоке (GER)                  | Туше (1:20)  | Пио Хиринос (VEN)      | 6               |
| 1               | Хайдар Зафер (TUR)                 | Туше (5:45)  | Эдуардо Ассам (MEX)    | 6               |
| 1               | Леон Генут (ARG)                   | Туше (12:45) | Адальберто Лепри (ITA) | 6               |
| 0               | Голамреза Тахти (IRI)              | Туше (5:10)  | Вейкко Лахти (FIN)     | 6               |
| 4               | Мохамед Абдул Рамаза Хуссейн (EGY) | 3-0          | Андре Бруно (FRA)      | 6               |
| 3               | Давид Цимакуридзе (URS)            | Туше (5:58)  | Дэниэл Ходж (USA)      | 3               |
| 1               | Дьёрдь Гурич (HUN)                 | 2-1          | Бенгт Линдблад (SWE)   | 4               |

## Третий круг
| Штрафных баллов | Участник 1              | Результат   | Участник 2                         | Штрафных баллов |
| --------------- | ----------------------- | ----------- | ---------------------------------- | --------------- |
| 2               | Густав Гоке (GER)       | 3-0         | Феликс Нойхауз (SUI)               | 6               |
| 2               | Хайдар Зафер (TUR)      | 3-0         | Калли Рейтц (RSA)                  | 4               |
| 0               | Голамреза Тахти (IRI)   | Туше (5:55) | Леон Генут (ARG)                   | 4               |
| 3               | Давид Цимакуридзе (URS) | Туше (4:55) | Мохамед Абдул Рамаза Хуссейн (EGY) | 7               |
| 5               | Бенгт Линдблад (SWE)    | 3-0         | Дэниэл Ходж (USA)                  | 6               |
| 1               | Дьёрдь Гурич (HUN)      | Пропускал   |                                    |                 |

## Четвёртый круг
| Штрафных баллов | Участник 1              | Результат | Участник 2         | Штрафных баллов |
| --------------- | ----------------------- | --------- | ------------------ | --------------- |
| 2               | Дьёрдь Гурич (HUN)      | 2-1       | Калли Рейтц (RSA)  | 7               |
| 3               | Густав Гоке (GER)       | 3-0       | Леон Генут (ARG)   | 7               |
| 1               | Голамреза Тахти (IRI)   | 3-0       | Хайдар Зафер (TUR) | 5               |
| 3               | Давид Цимакуридзе (URS) | Пропускал |                    |                 |

## Пятый круг
| Штрафных баллов | Участник 1              | Результат | Участник 2         | Штрафных баллов |
| --------------- | ----------------------- | --------- | ------------------ | --------------- |
| 4               | Давид Цимакуридзе (URS) | 3-0       | Дьёрдь Гурич (HUN) | 5               |
| 2               | Голамреза Тахти (IRI)   | 3-0       | Густав Гоке (GER)  | 6               |

## Финал

### Встреча 1
| Штрафных баллов | Участник 1              | Результат | Участник 2            | Штрафных баллов |
| --------------- | ----------------------- | --------- | --------------------- | --------------- |
| 5               | Давид Цимакуридзе (URS) | 2-1       | Голамреза Тахти (IRI) | 5               |
| 5               | Дьёрдь Гурич (HUN)      | Пропускал |                       |                 |

### Встреча 2
| Штрафных баллов | Участник 1              | Результат      | Участник 2         | Штрафных баллов |
| --------------- | ----------------------- | -------------- | ------------------ | --------------- |
| 5               | Голамреза Тахти (IRI)   | Отказ (травма) | Дьёрдь Гурич (HUN) | 8               |
| 5               | Давид Цимакуридзе (URS) | Пропускал      |                    |                 |